# ماینتس-لاوبنهایم
ماینتس-لاوبنهایم (به آلمانی: Mainz-Laubenheim) یک منطقهٔ مسکونی در آلمان است که در ماینتس واقع شده‌است. ماینتس-لاوبنهایم ۹٬۳۳۷ نفر جمعیت دارد.

## خواهرخوانده
شهر Longchamp خواهرخواندهٔ ماینتس-لاوبنهایم هست.